# Valeri Gavriline
Pour les articles homonymes, voir Gavriline.
Valeri Alexandrovitch Gavriline (Валерий Александрович Гаврилин), né le 17 août 1939 à Vologda et mort le 29 janvier 1999 à Saint-Pétersbourg (Russie) est un compositeur russe et soviétique, qui fut un chantre du romantisme. Il a été nommé Artiste du peuple de la république socialiste fédérative soviétique de Russie en 1985.

## Biographie
Né dans une famille de professeurs, Valéry Gavriline perd son père, mort sur le front, en 1942. Il passe sa petite enfance dans le village de Perkhourievo, dans le raïon de Koubeno-Ozersk, près de Vologda. Il va à l'école dans le village voisin de Vozdvijénié. En 1950, sa mère est arrêtée en tant qu'ennemie du peuple et il doit vivre dans un internat de Vologda, où il apprend à jouer des instruments de musique traditionnelle russe, ainsi que du piano. Il commence aussi à composer. Ensuite il entre à l'École musicale de la ville dans la classe de direction musicale. Il est remarqué par une commission pédagogique de Léningrad et entre donc à l'École de musique préparant au conservatoire de Léningrad. Il entre en 1953 dans la classe de composition du professeur Sergueï Wolfensohn (ru) et dans la classe de piano du professeur E. Gougel.
Il entre au conservatoire même de Léningrad en 1958 et en sort en 1964, en étant diplômé de composition (classe d'Orest Ievlakhov). Il poursuit ses études de doctorat et en 1965 devient membre de l'Union des compositeurs.
Il reçoit le Prix Glinka en 1967, devient maître émérite des arts de la RSFSR en 1979 et artiste du Peuple de la RSFSR en 1985. Il est également lauréat du Prix du Komsomol en 1980 et du prix d'État de l'URSS en 1985.
L'artiste est inhumé dans la parcelle du cimetière Volkovo surnommée la passerelle des écrivains. Une plaque lui rend hommage au n° 12 de la rue Pestel où il vécut.

## Œuvre

### Ballets
- Aniouta (ru), musique de ballet en deux actes (1982), d'après Tchékhov
- La Maison du chemin, musique de ballet en un acte (1982), d'après Tvardovski
- Le Sous-lieutenant Romachov (1985), d'après Kouprine
- Le Mariage de Balzaminov (1989)

### Opéra
- Le Marin et le sorbier
- Album de Famille (1969)

### Musique symphonique
- Adagio pour instruments à cordes (1964)
- Divertissement théâtral, suite symphonique no 2 (1969)
- Suite russe, suite symphonique no 3 (1970)
- Suite française, suite symphonique no 4 (1973)
- Portraits, suite symphonique no 5 (1979)
- Aniouta, suite symphonique no 6 (1982)

### Musique vocale
- De l'Amour, pour piano et voix, paroles de Scheffner (1958)
- Satires, pour piano et voix, paroles de Grigulis (1959)
- Cahier allemand no 1, pour piano et voix, paroles d'Heinrich Heine (1961)
- Cahier russe, pour piano et voix sur des thèmes populaires russes (Prix Glinka 1965)
- Cahier allemand no 2, pour piano et voix, paroles d'Heinrich Heine (1972)
- Soirée, pour piano et deux voix, sur des poèmes populaires et des poésies de Bounine, Anna Akhmatova, Choulguina, etc.(1975)
- Cahier allemand no 3, pour piano et voix, paroles d'Heinrich Heine (1976)
- Marina, sur des textes de Marina Tsvetaïeva (1967)
- Trois Chansons d'Ophélie, d'après Shakespeare, traduction de Boris Pasternak

### Musique vocale avec orchestre
- Lettres de guerre, texte d'A.Choulguina (1972)
- La Terre, texte d'A.Choulguina (1974)
- La Noce (1978-1982)
- Le Berger et la Bergère (1983)

### Musique chorale
- Les Habitants du monde, paroles de S. Vassiliev (1962)
- Nous causions d'art, cantate (1963)
- En mémoire des soldats tombés au front (1963)
- Don Capitan (1969)

### Musique de chambre
- Trois quatuor à cordes (1960, 1962, 1964)
- Adagio en style polyphonique (1964)
- Poème pour violon et piano (1963)
- Sonate pour violon et piano (1964)
- Sonate pour piano (1964)
- Création pour piano à deux mains
- Esquisses (1974)

## Filmographie
- Sur la Côte sauvage (1966) d'Anatoly Granik
- La Source (1968) d'Anatoly Granik
- Le Jour de la noce (1968) de Vadim Mikhaïlov
- Vassili Merkouriev (1970) téléfilm de V. Bytchkov
- Le Bonheur d'Anna (1969) de Youri Rogov
- Le Mois d'août (1971) de Vadim Mikhaïlov
- Histoires théâtrales (1972) d'Alexandre Bielinsky
- Le Chevalier de la ville de Kniaj (1979) de Vadim Mikhaïlov
- Histoire villageoise (1981) de Vitaly Kaniewski
- Aniouta (1982) d'Alexandre Bielinsky et Vladimir Vassiliev
- La Fâcherie (1986) d'Arkady Sirenko
- Le Mariage de Balzaminov (1989) d'Alexandre Bielinsky
- Le Gala de province (1993) d'Alexandre Bielinsky

## Hommages
L'astéroïde (7369) Gavrilin est nommé en son honneur.

## Sources
- Valery Gavriline, À propos de musique, et pas seulement, Saint-Pétersbourg, éditions Douma, 2001 (en russe : O Mouzike i nie tolko)